# Leo Vandersmissen
Leo Vandersmissen (Dendermonde, 20 juni 1900 - Brugge, 16 november 1966) was een Belgisch kunstschilder, behorende tot de zogenaamde Brugse School.

## Levensloop
Vandersmissen had een broer, Frans Vandersmissen (1894-1964), die beeldhouwer werd en zich eveneens in Brugge vestigde.
Ze waren beide de zoons van Karel Vandersmissen en Josepha Steppe, die in 1908 in Assebroek kwamen wonen met hun acht kinderen. Karel opende een antiekzaak langs de Dijver in Brugge.
Leo trouwde in 1930 met Yvonne Sohie (°1913) en ze kregen drie dochters, van wie twee vroeg stierven.
Leo volgde van 1913 tot 1919 de lessen aan de Academie voor Schone Kunsten Brugge, vooral bij Flori Van Acker. Hij behaalde er verschillende eerste prijzen. Hij volgde verder lessen aan de koninklijke kunstacademie in Gent bij Godron en Karel Tremerie. Na zijn legerdienst volgde hij verder lessen aan de kunstacademie in Dendermonde onder de leiding van kunstschilder Ferdinand Willaert. Hij kwam naar Brugge terug en woonde opnieuw in Assebroek. Hij meldde zich als kandidaat-leraar bij de Brugse kunstacademie, maar werd niet benoemd.
Hij vestigde zich voltijds als kunstschilder maar dit bleek onvoldoende om het gezin te doen leven. De echtgenote hield daarom café. Vanaf 1941 was dat de Breughel op de Vismarkt en vanaf 1948 de Monreal op het Kraanplein. In 1959 verhuisde het echtpaar naar de Cesar Gezellestraat in Assebroek. Leo werd schilder bij de stad Brugge. In 1965-1966 was hij letterzetter bij La Brugeoise.
Vandersmissen was een laatimpressionist met een voorliefde voor het luminisme. Naast stadsgezichten (Speelmansrei, Meebrug, Zwanen in de mist) schilderde hij stevige bomen, landschappen, kerkinterieurs, stillevens, marines, interieurs, portretten en enkele naakten. De armoede, die hij aan den lijve ondervond, verbeeldde hij in schilderijen zoals Stilleven met haring.